# New Boston (Michigan)
Pour les articles homonymes, voir New Boston.
New Boston est un secteur non constitué en municipalité dans le township de Huron Charter, comté de Wayne, dans l'État américain du Michigan. 
New Boston comprend des terrains vagues et trois grands Metroparks dans la région : Huron, Oakwoods et Willow. Huron Township comprend trois communautés distinctes : la plus grande est New Boston ; au sud de New Boston, Willow et Waltz sont des communautés plus petites, plus récentes, en cours de développement avec de nouvelles subdivisions. La rivière Huron coule juste au sud du centre-ville de New Boston. Le Huron Township se trouve juste au sud de Romulus, et à l'ouest de Flat Rock. 

## Histoire
La ville de New Boston s'est installée pour la première fois en 1827 et s'appelait à l'origine "Catville" d'après les initiales du propriétaire, C. A. Trowbridge. Elle a reçu un bureau de poste portant ce nom en 1860. Le 20 mars 1868, elle fut rebaptisée New Boston, en l'honneur de Boston, Massachusetts. 
New Boston abrite la Gibbs Sweet Station qui a annoncé sa fermeture le 5 avril 2019, McNasty's Saloon, Tony's Coney Island & Grill. Le 1er juin 2017, le pont Waltz Road–Huron River Bridge (en) qui mène à la ville a été fermé pour réparations. Cependant, le 23 août 2017, le Département des services publics a déclaré que le pont, vieux de 93 ans, serait remplacé plutôt que réparé. Le pont a rouvert le 3 juin 2019. New Boston accueille fréquemment l'Applefest chaque année en octobre, qui comprend un défilé, divers stands de shopping, des repas servis par un traiteur et des spectacles. L'école secondaire Huron (en) est également situé dans le quartier. 

## Transport
L'Interstate 275 (I-275) passe au milieu de la communauté avec trois sorties permettant un accès facile. Les sorties de la I-275 sont les routes Sibley, South Huron et Will-Carleton, cette dernière étant la sortie la plus au sud. En outre, New Boston est proche de l'aéroport métropolitain de Détroit et offre un accès facile à la I-275 et à la I-94 (en). 